# Николай Ирибаджаков
Николай Николов Ирибаджаков е български философ-марксист (с интереси в областите история на философията, история на социологията, марксистка философия, критика на буржоазната философия и др.), дългогодишен преподавател по философия, професор, академик на БАН (1981).Дългогодишен член на ЦК на БКП преди падането на комунизма и участник в събитията от това време

## Научна кариера
Бил е научен сътрудник в Института по философия и завеждащ секция „История на социологията“ в Института по социология на Българската академия на науките (БАН).
От 1958 е гл. редактор на в. "Ново време" от 1964 - професор, а от 1974 -член-кореспондент към БАН. От 1981 е избран за академик. Към 1981 г. е автор на 15 монографии и много брошури, студии, статии

## Избрана библиография
- Връзките на комунистическата партия с масите – източник на нейната сила и победи, София, 1954.
- Гибелни илюзии. София, 1956.
- Ролята на народните маси в историята, София, 1956.
- В защита на творческий марксизъм, София, 1962.
- Световният революционен процес и мирното съвместно съществуване, София, 1963.
- Философия и биология, София, 1967.
- Ленинизъм, философия, идеологическа борба. София, Наука и изкуство, 1970.
- Развитото социалистическо общество. София, Наука и изкуство, 1972.
- Демокрит, смеещият се философ. 1978.
- Социологическата мисъл на древния свят: В лоното на митологията и философията. Тт. 1—2. София: Партиздат, 1978—81.
- Критика на метафизическия разум. София: Партиздат, 1979.
- Философия на революционното действие. София, 1980.
- Ернст Хекел, философията на световните загадки. София, Наука и изкуство, 1986.
- Клио пред съда на буржоазната философия: Към критика на съвременната идеалистическа философия на историята. София: Партиздат, 1989.
- Крушение на догмите. София, Наука и изкуство, 1990.
- Диалектика на преломното време. София, Христо Ботев, 1990.
- Величието на марксизма и мизерията на ренегатството в надпревара с времето. Велико Търново: ПИК, 1994.

### Рускоезични публикации
- Современные критики марксизма. Философско-социологические проблемы борьбы против современного антимарксизма. М., 1962.
- Клио перед судом буржуазной философии. К критике современной идеалистичической философии истории. М., 1972.
- Развитое социалистическое общество. М., 1974.
- Критика метафизического разума. М., 1983.